# 罗基里奇 (犹他州)
羅基里奇（英語：Rocky Ridge）是美国犹他州贾布县下属的一座城鎮。面积大约为2.12平方英里（5.5平方公里），海拔约为4,990英尺（1,520米）。根据2010年美国人口普查，该鎮有人口733人。